# Classificació de Guthrie de les llengües bantus

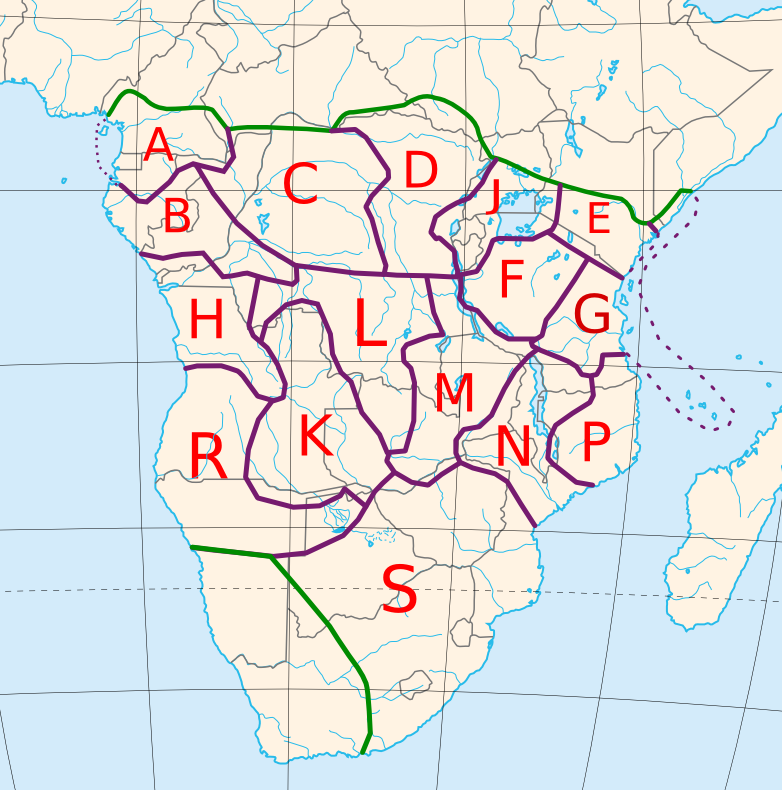
Les 16 zones de classificació segons Guthrie

Les prop de 250 anomenades llengües bantus pròpiament dites (Narrow Bantu languages) es divideixen convencionalment en zones geogràfiques inicialment proposada per Malcolm Guthrie (1967–1971). Aquestes zones no representen grups filogenèticament provats, el treball posterior va mostrar que aquesta classificació geogràfica en alguns casos dista molt de la classificació filogenètica coneguda.
Segons la classificació de Guthrie les regions geogràfiques es denoten mitjançant les lletres A-S i cadascuna d'aquestes regions es divideixen en desenes (grups A10, A20, etc.), les llengües individuals tenen codis mitjançant nombres (A11, A12, etc.) i les varietats considerades com a dialectes se subdivideixen al seu torn (A11a, A11b, etc.). Aquest sistema de codificació ha arribat a convertir-se en estàndard per identificar les llengües bantus, i de fet era l'única manera pràctica que es té de distingir moltes llengües denominades de manera una miqueta ambigua, abans de la introducció de la codificació ISO 639-3, i segueix usant-se àmpliament. Sembla que només la zona S de Guthrie pot considerar-se com un grup filogenèticament admissible; també s'ha introduït una zona J que s'ha proposat com un altre possible grup filogenètic a la regió dels Grans Llacs.
A continuació es reprodueix la llista, amb els enllaços als articles a grups filogenètics acceptats de llengües bantus. A continuació es dona la llista completa de 1948, i l'actualització que en va fer Guthrie en 1971 i de les modificacions de Maho de 2009.

## Introducció
La llista que segueix reflecteix la classificació de Guthrie amb les modificacions fetes per Maho (2009). El grup anomenat bantu nord-oriental que es caracteritzen per la llei de Dahl, que es pensa és un grup filogenètic vàlid, inclou subgrups diferents del sistema de Guthrie, per la qual cosa té el seu propi article (veure llengües bantus nord-orientals). Altres grups amb articles dedicats, com les llengües bantus del grup S (Zona S) sí que s'hi reuneixen a continuació, de tal manera que la llista pot servir com un índex per a articles sobre llengües bantus. Cal notar que la classificació d' Ethnologue inclou nombroses diferències pel que fa a la llista de Guthrie en un intent de fer que la classificació sigui filogenèticament vàlida (encara que molts autors consideren que aquesta classificació és altament inconsistent, raó per la qual aquí serà ignorada).
Tradicionalment les llengües bantus s'havien dividit entre "Bantu de la Selva" i "Bantu de la Sabana" d'acord amb certs patrons tonals, no obstant això, no sembla existir massa consens sobre quines zones de Guthrie haurien de ser assignades a cadascun d'aquests dos grans grups dicotòmics, que en qualsevol cas no representen grups filogenèticament vàlids.
Els grups filogenètics acceptats dins de les zones de Guthrie s'assenyalen en negreta.

### Zona A
S. de Camerun, Guinea Equatorial, N. de Gabon
- A10 Lundu-Balong : l'oroko (probablement una de les llengües llengües sawabantus); les altres llengües, excepte l'A15 Manenguba (és a dir, el bonkeng, el nkongho i el bafaw-balong) podrien ser llengües sawabantus també.
  - A15 Llengües manenguba (Ngoe)
- A20-30 Llengües sawabantus; bube (en Mbam?)
- A40a (reduït) Llengües basaa
- A50 Llengües bafia
- A60+40b Llengües mbam (el grup jarawanès afegit posteriorment a Guthrie)
- A70 Llengües beti
- A80-90 Llengües makaa-njem

La zona A de vegades es considera com a part del "Bantú de la Selva".
Els grups de Guthrie A60 i part del seu grup A40 podrien ser considerats part de les llengües mbam del bantoide meridional. El sawabantu podria incloure algunes de les llengües del grup A10 excepte el manenguba, mentre que el bubi podria ser part de les llengües mbam. Les llengües jarawanes del bantoide meridional van ser assignades a la zona A per Gerhardt (1982) i Blench (ms 2006, 2011), específicament al grup A60, dins del grup mbam.
D'acord amb molts especialistes, incloent a Blench, no existeix cap concepte coherent de Bantu si moltes llengües de la zona A i potser la zona B s'inclouen. És a dir, part de les llengües de les zones A i B no serien descendents directes del proto-bantu.

### Zona B
S. de Gabon, W. del Congo, W. de la Rep. Dem. de Congo
- B20 Llengües kele (?seki)
- B10-30 Llengües tsogo (?myene)
- B40 (amb algunes llengües d'H10) Llengües sira
- B50 Llengües nzebi
- B60 Llengües mbete
- B70 (amb algunes del grup B80) Llengües teke
- B80 (reduït) Llengües boma-dzing (tsong/songo?)

La zona B de vegades es considera part del "Bantú de la Selva".
Els grups B10-30 podrien pertànyer formar el grup Kele-Tsogo, B40 amb el Kongo-Yaka (H), i els grups B50-70 amb l'H24 songo podrien formar un grup Teke-Mbere.

### Zona C
NE. de la Rep. Dem. de Congo, N. del Congo
- C10 (amb algunes del grup C30) Llengües ngondi-ngiri
- C20 Llengües mboshi
- C30 (amb el mongo, etc) Llengües bangi-ntomba (Lingala et al.)
- C37+41 Llengües buja-ngombe
- C42 Bwela
- C40a Llengües bati-angba (Bwa)
- C50-60 Llengües soko
- C70 Llengües tetela
- C80 Llengües bushoong

La zona C de vegades es considera "Bantú de la Selva", de vegades "Bantú de la Sabana".
Existeixen propostes de tres agrupacions filogenètiques majors, el Mboshi-Buja que cobriria C10-20 i C37+41, i el Bangi-Tetela que cobriria C30 amb C50-80 (Motingea, 1996) i C40a juntament amb D20-30 en les llengües boanas.

### Zona D
NE. de la Rep. Dem. de Congo
- D10 Llengües mbole-enya (?Lengola)
- D20a Llengües llega-binja
- D20-30 Llengües komo-bira, (amb C40a) boane
- D28 Holoholo (potser part del Bantu nord-oriental)
- D30 (no-classificades): Guru (Boguru), Ngbinda, Kare (Kari), Nyanga-li (Gbati-ri)
- D33 Llengües nyali (Beeke? Ngbee?, +Bodo?)
- D43-55 Llengües nyanga-buyi
- D54 Bembe (amb Lega?)

Inclou als grups D10, D30 i algunes dels grups D20 i D40. La major part dels grups D40-60 s'han inclòs juntament amb les llengües bantus dels Grans Llacs. El lengola, el bodo i el nyali podrien formar junts el grup lebonya, i el beeke podria pertànyer al grup boane.

### Zona E
Kenya, deixant a part el swahili
Les llengües de la zona E han estat reasignades: E10-E40 es consideren part de les llengües bantus dels Grans Llacs; E50 Kikuyu-Kamba (Bantú de Kenya central) i E60 Chaga-Taita al Bantu nord-oriental; E70 Nyika al bantu nord-oriental, principalment a les llengües sabaki.

### Zona F
O. i centre de Tanzània.
- F10 Tongwe-Bende
- F30 (reduït) Llengües mbugwe-rangi
- ?Isanzu

La major part dels grups F20 i F30, incloent el sukuma (la llengua demogràficament més important), han estat reclassificades dins del bantu nord-oriental, amb el bungu i les llengües rukwa i el sumbwa dins de les llengües bantus dels Grans Llacs. El grup mbugwe-rangi, no obstant això, forma una nus filogenètic per si mateix.
El isanzu de vegades es classifica dins del grup F30, com una varietat de nilamba, i de vegades es considera com un romanent de llengües bantus parlades a la regió abans de l'arribada de les modernes llengües de la zona F.

### Zona G
E. Tanzània, Comores
- G50 (amb el mbunga) Llengües kilombero

Les llengües de la zona G van ser reclassificades, G60 Bene-Kinga va ser inclosa entre les llengües bantus nord-orientals, i les altres branques més específicament en les Llengües bantus nord-orientals de la costa.

### Zona H
NO d'Angola, O de Congo
- H10 (reduït) Llengües kongo
- H20 Llengües kimbundu (?songo)
- H30-40 (amb el yanzi) Llengües yaka

Els subgrups H10 i H40 de vegades es consideren part del bantu de la selva, mentre que els altres subgrups es consideren bantu de la sabana. Llengües del subgrup H10 com el kunyi, el suundi i el vili han estat reclassificades al costat dels subgrups B40 i L10. El subgrup H40 s'ha dividit entre els subgrups H30 i L10. S'ha postulat una família Kongo-Yaka, que podria incloure al sira del subgrup B40.

### Zona J
Uganda, Ruanda-Burundi, regió circumdant als llacs Kivu i Victoria
- J Grans Llacs (part del bantu nord-oriental)

### Zona K
E. d'Angola, W. de Zàmbia
- K10 Llengües chokwe-luchazi
- K31 Luyana
- K30 Llengües kavango?
- K43 Mbukushu

El lozi (del subgrup K20) ha estat reclassificat com a bantu meridional. Algunes llengües del subgrup K30 han estat reclassificades com a kavango, però el luyana és una branca independent. El subiya-totela del subgrup K40 ha estat reclassificat com botatwe, i en una branca diferent del mbukushu, que sembla una branca independent.

### Zona L
S. de la Rep. Dem. del Congo, C. de Zàmbia
- L10 (amb algunes de la zona H) Llengües pende
- L20-40 +L60 Llengües lubanes (?Lwalu)
- L50 Llengües lunda

Els subgrups L20 Songe (tal vegada llevat el Lwalu), L30 Luba, L40 Kaonde i L60 Nkoya podrien agrupar-se com a llengües lubanes.

### Zona M
E. de Zàmbia, ES. de Rep. Dem. del Congo
- M10-30 (amb el bungu) Llengües rukwa
- M40-50 (amb l'enga) Llengües sabi
- M60 (amb el subgrup K40, subia) Llengües botatwe

Podria ser que el Sabi-botatwe fos una unitat filogenètica vàlida.

### Zona N
Malawi i regions circumdants, C. de Moçambic
- N20-40 Llengües nyasa

El subgrup Mana (N10) ha estat reclassificada dins del Rufiji-Ruvuma i el dialecte tumbuka del senga (N20) dins del Sabi.

### Zona P
NE. de Moçambic, ES. de Tanzània
- Els subgrups P10 Matuumbi i P20 Yao han estat classificats com rufiji-ruvuma, el subgrup P15 Mbunga com a Kilombero i el subgrup P30 Makhuwa com a bantu meridional.

### Zona R
SW. d'Angola, N. de Namíbia, N. de Bostwana
- R11 Umbundu (Mbundu meridional)
- R10-30 Bantu suroccidental
- R40 Yeyi

R20 Ovambo, R30 Herero i R10 (exceptuant l'umbundu) podria agrupar-se juntes com el grup bantu suroccidental. El yeyi formaria per si mateix una branca.

### Zona S
Sud-àfrica, Bostwana, Zimbabwe, S. de Moçambic.
- S10 Llengües shona
- S20-60 (amb el P30) Llengües bantus meridionals